# Lu Tongjuan
Lu Tongjuan (10 de marzo de 1990) es una deportista china que compite en judo. Ganó tres medallas en el Campeonato Asiático de Judo, entre los años 2011 y 2021.

## Palmarés internacional
| Campeonato Asiático | Campeonato Asiático | Campeonato Asiático | Campeonato Asiático |
| Año                 | Lugar               | Medalla             | Categoría           |
| ------------------- | ------------------- | ------------------- | ------------------- |
| 2011                | Abu Dabi (EAU)      | Medalla de bronce   | –57 kg              |
| 2017                | Hong Kong (China)   | Medalla de bronce   | –57 kg              |
| 2021                | Biskek (Kirguistán) | Medalla de oro      | –57 kg              |